# Nancy Fora
Nancy Fora, née le 17 septembre 1997, est une joueuse suisse de basket-ball évoluant au poste de meneuse de jeu.

## Biographie
Elle grandit au Tessin (partie italienne de la Suisse). Son frère aîné Michael Fora est hockeyeur professionnelinternational. Elle est formée au club de Bellinzone où elle jouera jusqu'à ses 18 ans. Elle parle couramment l'italien (sa langue maternelle), le français et l'anglais.

## Carrière
En 2014, elle est désignée meilleure joueuse de moins de 19 ans du championnat de Suisse féminin.
Pour le saison 2016-2017 elle rejoint le club de Elfic Fribourg, elle pense y rester un an mais finalement prolonge de quelques années. Elle y gagnera de nombreux titres et coupes, 18 trophées au total en 7 saisons.
En novembre 2017 lors des éliminatoires de l'Eurobasket 2019, Nancy est élue meilleure joueuse de son équipe nationale dans un match contre la Belgique. Petite anecdote : son frère Michael Fora obtient cette même distinction à quelques jours d'intervalle avec son équipe nationale de hockey sur glace, de quoi donner de belles célébrations familiales.
Elle se blesse au dos en 2018 puis participe à la Coupe du monde de basket-ball 3×3 2018 à Manille et à la Coupe d'Europe de basket-ball 3×3 2018 à Bucarest. Avec ses coéquipières, elles ne sortent pas des poules dans les deux compétitions,.
Après sept saisons passées au club d'Elfic Fribourg, elle connaît sa première expérience à l'étranger au Tarbes Gespe Bigorre. Ses débuts au club sont qualifiés de difficiles.

## Palmarès

### En club
- Championnat de Suisse : 2017, 2018, 2019, 2021, 2022, 2023
- Coupe de Suisse : 2018, 2019, 2021, 2022, 2023,